# Кмета Іван
Д-р Іван Кмета (псевдонім Ічнянський, *28 серпня 1901, Ічня — †27 вересня 1997, Ашфорд) — український поет і протестантський пастор-проповідник, автор багатьох рецензій і критичних статей про творчість українських письменників.

## З життєпису
Ічнянський Мирослав – псевдонім пастора Івана Кмети-Єфимовича. Справжнє ім'я та прізвище – Іван Оксентійович Кмета. Народився 25 серпня 1901 року у місті Ічня на Чернігівщині. Закінчив учительську семінарію у Прилуках (1919), курси дошкільного виховання (Полтава, 1920), вивчав іноземні мови. У 1925 році переїхав до Харкова, служив у церкві, редагував «Баптист України». Друкувався у журналах «Плуг», «Молодняк» та інших. У 1929 році емігрував до Канади, мешкав у Манітобі й Саскачевані (1929—1940), був проповідником. Публікувався у Канаді в українській газеті "Новий шлях" (1936). У 1940 році переїхав до Лос-Анджелеса (США), закінчив теологічну семінарію, дістав ступінь доктора богослов'я (1943). Був пастором у Філадельфії більше двадцяти років. Помер 17 вересня 1997 року в Ашфорді (Коннектикут), похований у Філадельфії.

### Творчість
Автор:
- поетичних збірок «Арфа» (1925, 1928), «Рідні мелодії» (1927), «Ліра емігранта» (1936), «Чаша золота» (1964), «Крила над морем» (1970), «Заграви вечірні» (1976);
- новел та оповідань «Записки розстріляного. Фрагменти і новели» (1929), «Ніч та гураган» (1936, англ. переклад 1939);
- поеми «Рік двотисячний» (1979);
- публіцистичної збірки «Гірні потоки» (1965);
- праці «З Христом в Америці» (1948) та ін. творів.

Твори перекладалися англійською, іспанською, російською та іншими мовами.